# 木屋瀬
木屋瀬（こやのせ）は、福岡県北九州市八幡西区の地名。木屋瀬一丁目から五丁目の町がある。住居表示実施済み。郵便番号は807-1261。

## 地理
八幡西区の南西端に位置し、北に大字木屋瀬，楠橋西、北東に真名子，東に木屋瀬東に接し、南から西に直方市と接する。

### 河川
- 一級河川 遠賀川
- 一級河川 笹尾川
- 普通河川 流川

## 地域の特徴
町域の西縁を遠賀川が北流し、並行して県道73号直方水巻線が走る。東縁に沿って流川が北流し、笹尾川に合流して北東縁を流れる。西端中央部から県道73号を交差して北東方向に県道280号植木上上津役線が走り、町域の北部を九州縦貫自動車道が高架で東西に走る。北端を山陽新幹線が掠め、高架をくぐって南北に筑豊電気鉄道線が走り、一丁目に新木屋瀬駅が、一丁目と五丁目を跨いで木屋瀬駅がある。市街地であり、木屋瀬三丁目から四丁目までにかけて宿場町木屋瀬宿の名残として古い町並みが続く。一丁目にサンリブ木屋瀬、三丁目に木屋瀬新町公民館，木屋瀬保育園，永源寺，浄土真宗本願寺派西元寺，須賀神社、四丁目に感田町公民館，興玉社、五丁目に木屋瀬郵便局がある。

## 歴史
江戸時代に長崎街道の宿場町の木屋瀬宿として栄え、筑前六宿の1つに数えられていた。この辺りには大字木屋瀬の字、久保屋敷，市道，芝原，中道などがあり、公園の名として残っている。

### 地名の由来
浄土宗鎮西派の祖、聖光房弁長が穂波郡明星寺の再建の時、豊後国臼杵氏から寄進を受けた木材を芦屋から川で運び、この地の川岸に木屋を設けて保管したことにちなむという説の他、和名抄に遠賀郡木夜郷という地名の記載があり、文明年間に宗祇が記した筑紫道記に木屋の関との記載があることから、木屋は木夜郷の名残で、瀬は関が転訛したものという説もある。

### 沿革
- 1988年（昭和63年）6月1日 - 木屋瀬一丁目 - 五丁目新設[7]。

### 町名の変遷
| 実施内容          | 実施年月日               | 実施後       | 実施前                       |
| ----------------- | ------------------------ | ------------ | ---------------------------- |
| 町名新設 住居表示 | 1988年（昭和63年）6月1日 | 木屋瀬一丁目 | 大字木屋瀬，大字楠橋の各一部 |
| 町名新設 住居表示 | 1988年（昭和63年）6月1日 | 木屋瀬二丁目 | 大字木屋瀬の一部             |
| 町名新設 住居表示 | 1988年（昭和63年）6月1日 | 木屋瀬三丁目 | 大字木屋瀬の一部             |
| 町名新設 住居表示 | 1988年（昭和63年）6月1日 | 木屋瀬四丁目 | 大字木屋瀬の一部             |
| 町名新設 住居表示 | 1988年（昭和63年）6月1日 | 木屋瀬五丁目 | 大字木屋瀬の一部             |

## 世帯数と人口
2025年（令和7年）3月31日現在（北九州市発表）の世帯数と人口は以下の通りである。
| 町           | 世帯数    | 人口    |
| ------------ | --------- | ------- |
| 木屋瀬一丁目 | 329世帯   | 691人   |
| 木屋瀬二丁目 | 684世帯   | 1,338人 |
| 木屋瀬三丁目 | 277世帯   | 514人   |
| 木屋瀬四丁目 | 409世帯   | 811人   |
| 木屋瀬五丁目 | 431世帯   | 885人   |
| 計           | 2,130世帯 | 4,239人 |

### 人口の変遷
国勢調査による人口の推移。
| 1995年（平成7年）  | 3,594人 | [ 8 ]  |  |
| 2000年（平成12年） | 3,781人 | [ 9 ]  |  |
| 2005年（平成17年） | 3,958人 | [ 10 ] |  |
| 2010年（平成22年） | 4,175人 | [ 11 ] |  |
| 2015年（平成27年） | 4,273人 | [ 12 ] |  |
| 2020年（令和2年）  | 4,288人 | [ 13 ] |  |

### 世帯数の変遷
国勢調査による世帯数の推移。
| 1995年（平成7年）  | 1,161世帯 | [ 8 ]  |  |
| 2000年（平成12年） | 1,344世帯 | [ 9 ]  |  |
| 2005年（平成17年） | 1,400世帯 | [ 10 ] |  |
| 2010年（平成22年） | 1,619世帯 | [ 11 ] |  |
| 2015年（平成27年） | 1,725世帯 | [ 12 ] |  |
| 2020年（令和2年）  | 1,793世帯 | [ 13 ] |  |

## 学区
市立小・中学校に通う場合、学区は以下の通りとなる。
| 町           | 街区     | 小学校                 | 中学校                 |
| ------------ | -------- | ---------------------- | ---------------------- |
| 木屋瀬一丁目 | 1番      | 北九州市立楠橋小学校   | 北九州市立香月中学校   |
| 木屋瀬一丁目 | 2 - 27番 | 北九州市立木屋瀬小学校 | 北九州市立木屋瀬中学校 |
| 木屋瀬二丁目 | 全域     | 北九州市立木屋瀬小学校 | 北九州市立木屋瀬中学校 |
| 木屋瀬三丁目 | 全域     | 北九州市立木屋瀬小学校 | 北九州市立木屋瀬中学校 |
| 木屋瀬四丁目 | 全域     | 北九州市立木屋瀬小学校 | 北九州市立木屋瀬中学校 |
| 木屋瀬五丁目 | 全域     | 北九州市立木屋瀬小学校 | 北九州市立木屋瀬中学校 |

## 交通

### 鉄道
- 筑豊電気鉄道
  - 木屋瀬駅
  - 新木屋瀬駅

### バス
| 運行事業者                        | 停留所       | 系統 |
| --------------------------------- | ------------ | ---- |
| おでかけ交通 (運行：第一観光バス) | 新地         |      |
| おでかけ交通 (運行：第一観光バス) | 木屋瀬三丁目 |      |
| おでかけ交通 (運行：第一観光バス) | 木屋瀬電停前 |      |

### 道路
- 県道73号直方水巻線
- 県道280号植木上上津役線

## 施設

### 公共施設
- 木屋瀬新町公民館
- 感田町公民館

### 金融機関
- 木屋瀬郵便局

### 商業施設
- サンリブ木屋瀬

### 社会福祉施設
- 木屋瀬保育園

### 文化施設
- 旧高崎家住宅
- 江戸あかりの民藝館
- 北九州市立長崎街道木屋瀬宿記念館
- 筑前木屋瀬祇園山笠会館
- みちの郷土史料館

### 寺社
- 永源寺
- 浄土真宗本願寺派西元寺
- 須賀神社
- 興玉社

### 公園
- 扇天満公園
- 久保屋敷公園
- 木屋瀬北公園
- 木屋瀬一丁目公園
- 木屋瀬二丁目公園
- 市道公園
- 芝原公園
- 須賀公園
- 中道公園
- 真名子公園

### その他
- ピアスペース のーてぃす